# Magda Apanowicz
Magda Apanowicz, född 8 november 1985 i Vancouver i British Columbia, är en kanadensisk skådespelerska, känd för sin roll som Andy Jensen på TV-serien Kyle XY. Apanowicz studerade på Vancouver Film School. Magda talar även flytande polska.

## Filmografi
- Jeremiah: "And the Ground, Sown with Salt" (2002-03-22) som Young Girl
- John Doe: "Low Art" (2002-11-01) som Pierced Model
- The Butterfly Effect (2004) som Teen Punk Girl
- "Riverburn" (2004 short film) som City Girl
- Cold Squad (2004–2005, three episodes) som Kassia Harper
- The L Word: "Lost Weekend" (2006-01-15) som Redneck Girl
- Holiday Wishes (2006-12-24) som Dodie Bradley
- Renegadepress.com (2006–2007, 10 episodes) som Alex Young
- Kyle XY (2007—, recurring) som Andy Jensen
- Devil's Diary (2007-09-22) som Ursula Wilson
- Bionic Woman: "Sisterhood" (2007-10-10) som Heaven Von Fleet
- The Andromeda Strain (2008 miniseries) som Suzie Travis
- Every Second Counts (2008) som Brooke Preston
- Caprica: "Pilot" (2008) som Lacy Rand